# Japantrog
De Japantrog is een trog in het noordwesten van de Grote Oceaan met een diepte tot 10.554 meter.
De Japantrog bevindt zich tussen Japan in het westen, noordwesten en noorden, de Koerilentrog in het noordoosten, het Noordwestpacifisch bekken in het oosten en het Filipijnenbekken in het zuidwesten. De Japantrog strekt zich uit tussen de 28 en 40° noorderbreedte en de 143 en 146° oosterlengte.
Onder de Japantrog schuift de Pacifische plaat onder de Filipijnse plaat.